# Поршнева, Ульяна Яковлевна
Ульяна Яковлевна Поршнева (21 сентября 1909 — ?) —тростильщица прядильно-ниточного комбината имени С. М. Кирова, город Ленинград. Герой Социалистического Труда.

## Биография
Родилась в 1909 году в крестьянской семье. Рано осталась сиротой и поэтому ей пришлось работать нянькой. Переехав в Ленинград, сначала работала на стройке, а затем перешла на прядильно-ниточный комбинат имени С. М. Кирова. Быстро научилась работать на станках и спустя время начала обгонять более опытных прядильщиц. Когда началась Великая Отечественная война и блокада Ленинграда продолжила работать на производстве. Днём они занимались тем, что вязали маскировочные сети, а вечером расчищали улицы от снега. После окончания войны и дальше трудилась на комбинате. В 1949 году придумала новый метод работы на станках, благодаря чему выполняла норму на 130—140 процентов. Вскоре данный метод стал использовать весь тростильный цех. В 1950 году ей присвоили звание лучшего рационализатора Ленинграда. Избиралась депутатом Ленинградского городского и Смольнинского районного Советов депутатов трудящихся.

## Награды
- Герой Социалистического Труда;
- Орден Ленина;
- Медаль «Серп и Молот»;
- Медаль «За оборону Ленинграда».